# Mantang (Batukliang)
Mantang is een bestuurslaag in het regentschap Centraal-Lombok van de provincie West-Nusa Tenggara, Indonesië. Mantang telt 8084 inwoners (volkstelling 2010).